# Dartmouth (Regno Unito)
Dartmouth è un paese di 5 512 abitanti della contea del Devon, in Inghilterra.